# Arganaceras
Arganaceras ('Argana-hoorn') is een geslacht van uitgestorven middelgrote anapside pareiasauriërs uit de Ikakern-formatie uit het Laat-Perm van Marokko. 

## Naamgeving
Binnen het geslacht is in 2005 slechts de enige soort Arganaceras vacanti benoemd door Jalil en Janiver. De geslachtsnaam verbindt een verwijzing naar het Arganabekken met een Grieks keras, 'hoorn'. De soortaanduiding eert Renaud Vacant. Het holotype ARG 518 is gevonden in een laag van de Ikakernformatie die dateert uit het Guadalupien, ongeveer 260 miljoen jaar oud. Het bestaat uit een schedel met een rechteronderkaak.

## Beschrijving
Arganaceras was ongeveer twee meter lang en had een hoornachtige structuur op de snuit.
Arganaceras was een zwaargebouwde herbivoor, die als prooi diende voor gorgonopsiden, carnivore therapsiden ('zoogdierreptielen') en carnivore amfibieën. Het geslacht heeft de biologische crisis aan het einde van het Perm niet overleefd.

## Fylogenie
Volgens sommige onderzoekers waren soorten als Arganaceras nauw verwant aan de Chelonia (schildpadden). Er zijn echter steeds meer aanwijzingen dat de schildpadden tot de Archosauromorpha behoren en dus weinig met pareiasauriërs van doen hebben. Een van zijn beroemdste naaste verwanten was Scutosaurus. In 2005 werd hij gevonden als zustersoort van Elginia. 